# 場所 (地理学)
地理学における場所（ばしょ、英語: place）は、個人や特定の集団にとって特別な主観的意味を帯びた空間のことである。現代の人文地理学の対象と方法を説明する重要概念のひとつであり、人間の営みを扱う学域である人文地理学における認識論的基礎になっている。

## 歴史

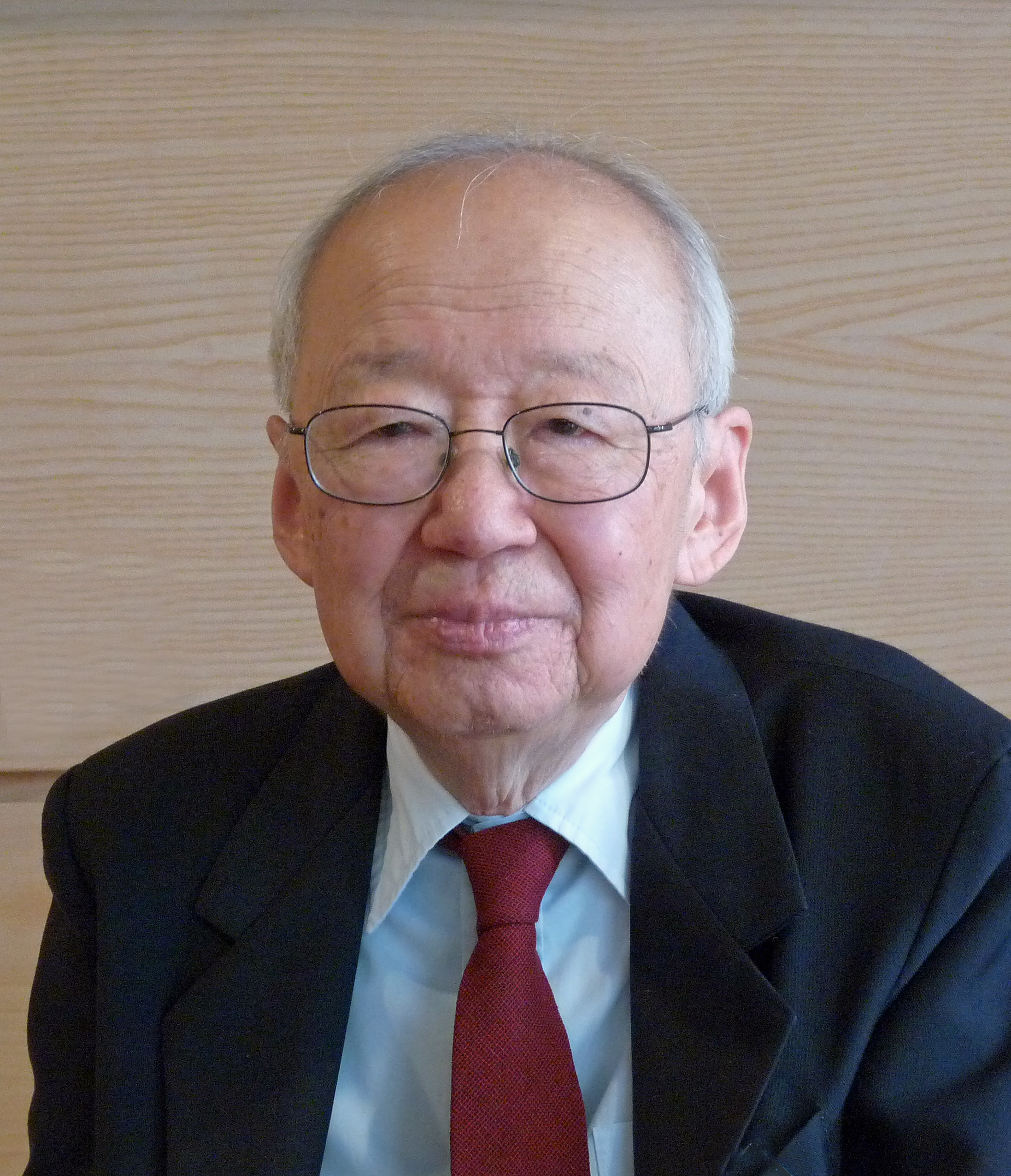
イーフー・トゥアン

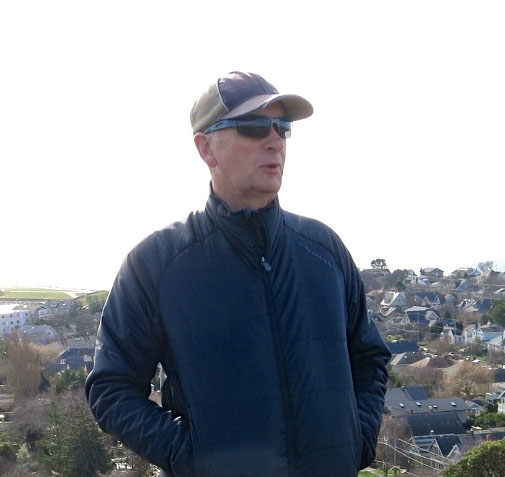
エドワード・レルフ

### 「場所」概念の誕生
「場所」が地理学における重要概念のひとつとして立ちあらわれたのは、1970年代にはじまる人文主義地理学の興隆を通じてである。1950年代中葉から1960年代初頭にかけて、英語圏の地理学界では計量革命とよばれる運動があった。それまでの地理学は地誌学的な、定性的手法により地域の個性を描き出すことに注力していた。計量革命はこうした個性記述的な手法から脱却し、地理的事象を数理的手法を用いて定量的に分析し、一般的な空間モデルの定立を目指した。こうした動きに対し、定量化できない主観的空間を主題として扱おうとするアプローチも生まれた。これが人文主義地理学である。
人文主義地理学は、現象学的な枠組みをもとに、人間が関わることによって意味づけられた感覚上の世界を研究対象として扱った。それまでもっぱら一般名詞的に用いられていた「場所」という言葉は、こうした動きのなかで身近な日常生活の経験世界を捉える概念として用いられるようになった。人文主義地理学の代表的な論者としてイーフー・トゥアンとエドワード・レルフが挙げられる。トゥアンとレルフはそれぞれ1974年、1976年というほとんど同時期に『トポフィリア―人間と環境（Topophilia: a study of environmental perception, attitudes, and values）』『場所の現象学（Place and Placelessness）』を出版し、この分野の相並ぶ代表作と称された。
レルフは同著において「場所の本質」とは人間の場所に対する主観のあり方から把握されるものであること、人間の場所に対するアイデンティティは「内側」であるか「外側」であるかを基本次元とし、「個人－集団－公共－大衆」という社会化のあり方がそれに重なることで場所のイメージが現れると論じた。レルフは場所づくりのあり方についても考察し、「本物」の場所形成と「偽物」の場所形成（没場所性）の概念を検討した。レルフは、工業化とモビリティの波及が進んだ現代社会ではイメージ商品化され、ステレオタイプ的な消費の仕方しかできない「没場所」が増えていることを指摘し、こうした現代の景観と場所を克服し、本物の「場所のセンス」を取り戻すためには、個々人が現代社会の様々な見えざる権威からの離脱（脱権威）を実践することが必要であるとした。トゥアンは場所を空間の対比で論じ、空間には自由・憧れ・観念的・抽象的といった特性、場所には安全・愛着・親密・価値と考えられるものの中心といった特性があることを論じた。

### 批判と展開

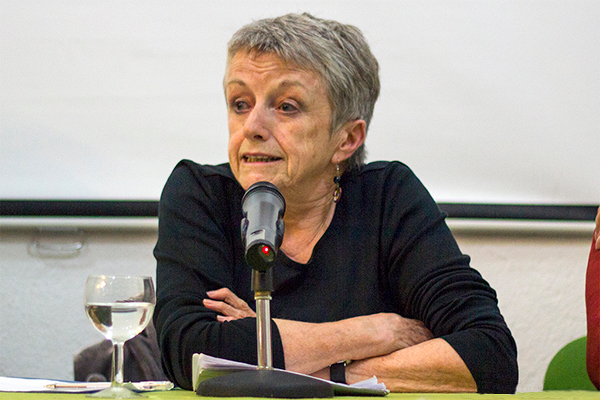
ドリーン・マッシー

場所を人の主体的経験の舞台として素朴に解釈する人文主義地理学的場所論に対しては、様々な批判があった。批判者の多くは、人文主義地理学者の場所の定義がある種の本質主義に基づいていることに問題意識を持った。デレク・グレゴリーは、主体の行為を拘束していく構造との相互貫入性・相互介在性というものをマテリアルに解釈しなければ、社会の中で生きる我々の活動の現実を捉えることはできないと主張した。1980年代以降のイギリスでは、地理学に社会理論や政治経済学の議論を取り込み、場所を「様々の諸力の競合するアリーナ」として扱う動きが生まれた。
人文主義地理学者に対しては、場所概念の本質性と、それを形づくる人間の主体的経験をあまりにも強調するゆえに、場所を所与のものと捉え、その価値付けの文脈下にある社会構造を無視しているとする批判もなされた。たとえば人文主義地理学者は場所やその意味を考える上で、「親密な場所」「個人および地域社会の一員としてのアイデンティティの基礎となる場所」の例として住まいを挙げたが、フェミニスト地理学の研究者であるジリアン・ローズは特に女性にとって家が抑圧の場として機能してきたことを踏まえた上で、人文主義地理学者の「人間中心主義」的アプローチが暗黙のうちに男性を前提としているものであることを示した。また、マルクス主義地理学者のデヴィッド・ハーヴェイは、場所がグローバルなレベルでの経済空間の再編等のあらゆる脅威にさらされる一方で、他方では流動化する資本の力に抵抗するための排他的な場所のアイデンティティ形成が促進されることを論じつつ、強者の価値観に基づいた「場所」が守られた結果弱者が排斥され、社会の分断が推し進められてしまうこと、伝統の力に訴える場所の運動が、フレキシブルな資本主義がもたらす断片化や場所の美学に包摂されてしまうことを危惧する。ティム・クレスウェルはニューヨークのグラフィティについての行政やメディアの言説を事例に、人・物・実践は、特定の場所に結び付けられており、この結び付きから離れた「場違い（out of place）」な行為が「逸脱」とみなされることを示した。
ナイジェル・スリフトは非表象理論を提唱し、出来事や実践のような世界との具体的な関係として捉え、実践によって常に作り変えられるものとして理解する必要を求めている。ドリーン・マッシーも同様に開放性と変化に特徴付けられる場所の理解を支持し、かつそれは場所の重要性・固有性を否定するものではなく、より大きな、またよりローカルな社会関係が混ざり合う焦点として特有なものであり続けると論じた。マッシーはまた、『空間のために（For Space）』において、衝突の不可避性を含む、異種混淆的な存在の間の共編成こそが場所にとって特別なことであると論じ、グローバル化のなかでローカルな「場所」が否定の場や、侵略/差異から撤退する試みの場となっていることに警鐘を鳴らした。